# Waves (Jade Warrior)
Waves is het zevende studioalbum van Jade Warrior. De twee leden van de muziekgroep wilden met dit album aandacht vragen voor het uitsterven van de walvis. Het album is opgenomen in The Manor, waar ook Tubular Bells van Mike Oldfield is opgenomen, en de Argonaut Studios te Londen. Mick Glossop deed het werk in The Manor, Tom Newman in de Argonaut. Het album laat een voor Jade Warrior toen rustige muziek horen. Snoeiharde uithalen zoals op eerdere en latere albums zijn hier niet te horen. De muziek ademt een jazzy, jazzrock-achtige sfeer. Fan van het eerste uur Steve Winwood mocht meespelen op dit album, wellicht als dank van de band aan Winwood, die hen aan het platencontract hielp.

## Musici
- Tony Duhig, Jon Field – alle muziekinstrumenten
- Steve Winwood – moog, piano
- David Duhig – gitaar
- Graham Morgan – slagwerk
- Maggie Thomas – altblokfluit
- Suzi – zangstem

## Muziek
De muziek bestaat vanwege de speelduur van de originele geluidsdrager uit twee delen. Normaliter worden die twee bij compact discversies “gelast”, doch ook op de compact disc zijn deel 1 en 2 “los” blijven staan.

| Nr. | Titel | Duur  |
| --- | --- | ----- |
| 1.  | Waves, part one (I. Inleiding; II.The whale; III. The sea; IV. Section See; V.Caves)                           | 19:52 |
| 2.  | Waves, part two (I. Inleiding; II. Wave birth; III. River to the sea; IV.Groover; V. Breeze; VI. Sea part two) | 24:43 |